# Mogon
Mogon, auch Mogons, ist ein keltischer Gott, der nach der Interpretatio Romana mit Apollon gleichgesetzt wird. Mogon wird als Heil- oder Sonnengott gedeutet.

## Fundorte und Etymologie
Nach Mogon soll das römische Kastell Mogontiacum (Mainz, römische Provinz Germania superior) seinen Namen haben. In einer Inschrift aus Metz (Divodurum, römische Provinz Gallia Belgica) wird eine dea Mogontina genannt. Einige Fundorte befinden sich am Hadrianswall. Auf einem Altar in Risingham (Habitancum, Northumberland, England) wurde die eine Inschrift gefunden, eine andere in Chesterholm (Vindolanda, ebd.). Zwei Inschriften, in Penrith (Cumbria, England) und Rochester (Bremenium, Northumberland, England), sind unsicher zu lesen.
Mogons, auch Mogounos, keltiberisch Maganus, bedeutet „der Mächtige“ oder „der Große“.
Auf Mogon geht auch eine Theorie der Entstehung des Mainzer Rades zurück.

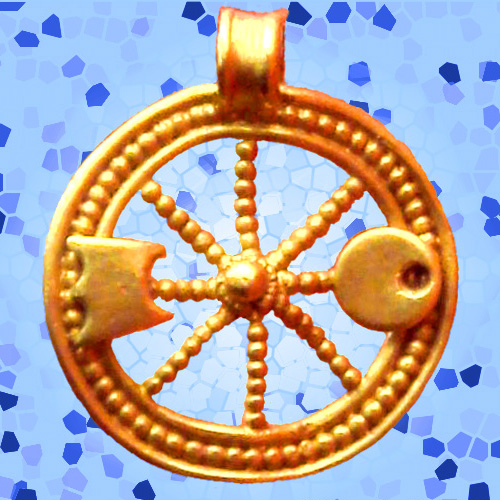
Das goldene Rad des Mogons, Balesme, Haute Marne (Frankreich)